# Obsjtina Kaspitjan
Obsjtina Kaspitjan (bulgariska: Община Каспичан) är en kommun i Bulgarien.   Den ligger i regionen Sjumen, i den östra delen av landet, 300 km öster om huvudstaden Sofia.
Obsjtina Kaspitjan delas in i:
- Vărbjane
- Zlatna niva
- Kaspitjan
- Kosovo
- Kjulevtja
- Markovo
- Mogila
- Pliska

Följande samhällen finns i Obsjtina Kaspitjan:
- Kaspitjan
- Pliska

Trakten runt Obsjtina Kaspitjan består till största delen av jordbruksmark. Runt Obsjtina Kaspitjan är det ganska glesbefolkat, med 34 invånare per kvadratkilometer.